# An der Poststraße
An der Poststraße is een gemeente in de Duitse deelstaat Saksen-Anhalt, en maakt deel uit van de Landkreis Burgenlandkreis.
An der Poststraße telt 1.688 inwoners.

## Indeling gemeente
De volgende Ortsteile maken deel uit van de gemeente:
| Ortsteil          | Inwoners |
| ----------------- | -------- |
| Braunsroda        | 209      |
| Burgheßler        | 188      |
| Klosterhäseler    | 328      |
| Frankroda         | 72       |
| Gößnitz           | 156      |
| Herrengosserstedt | 623      |
| Pleismar          | 86       |
| Schimmel          | 50       |
| Wischroda         | 156      |

## Impressie

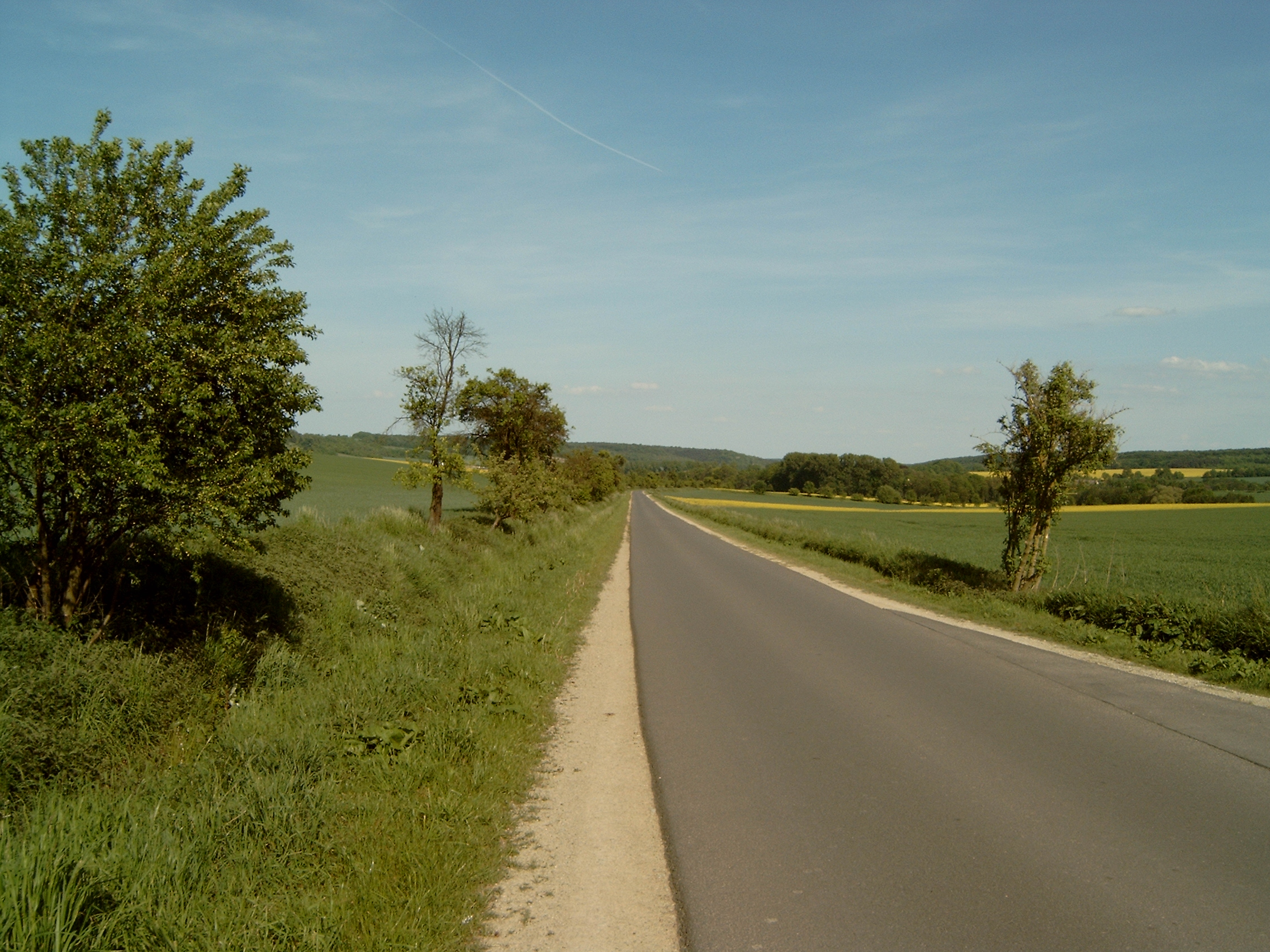
Poststraße
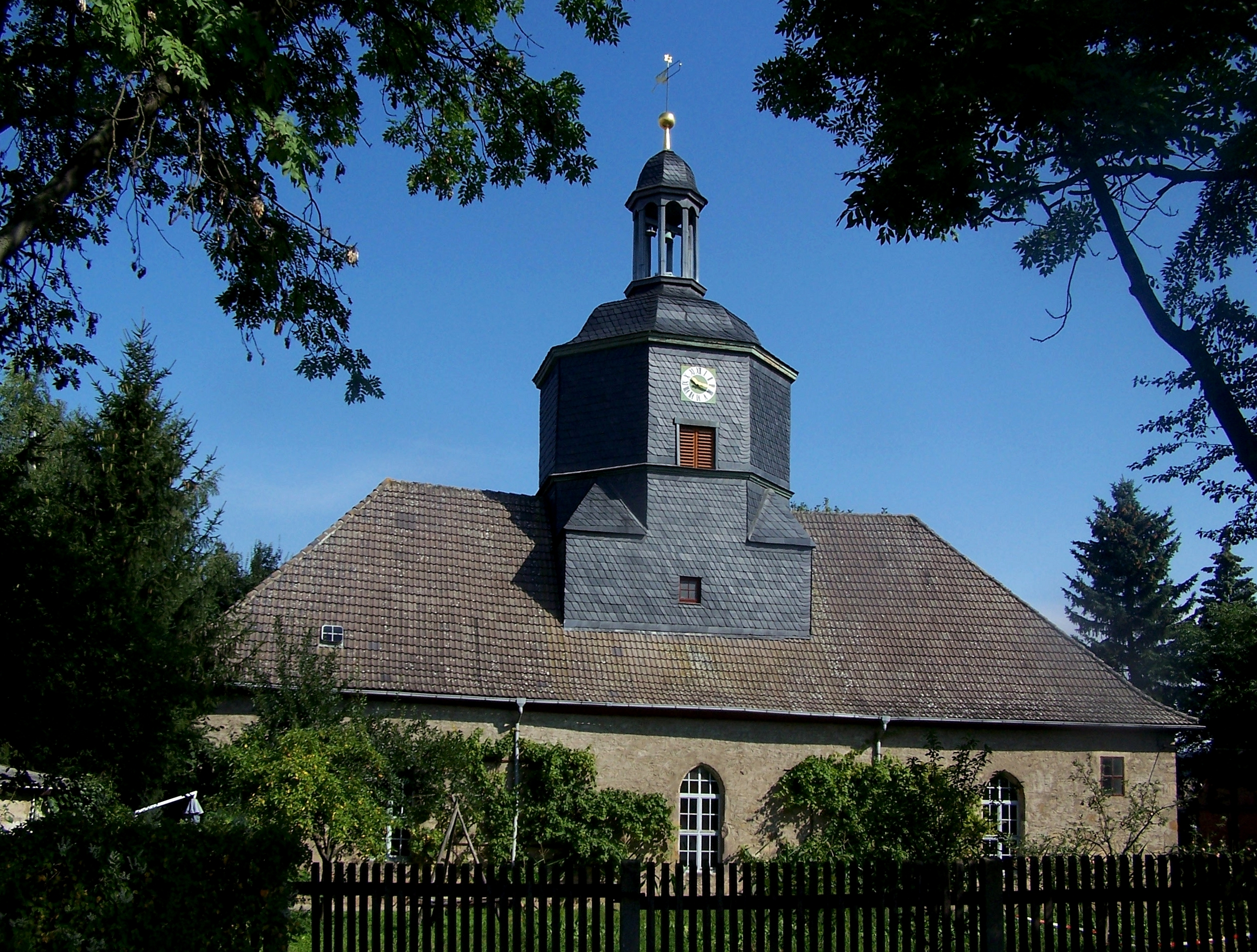
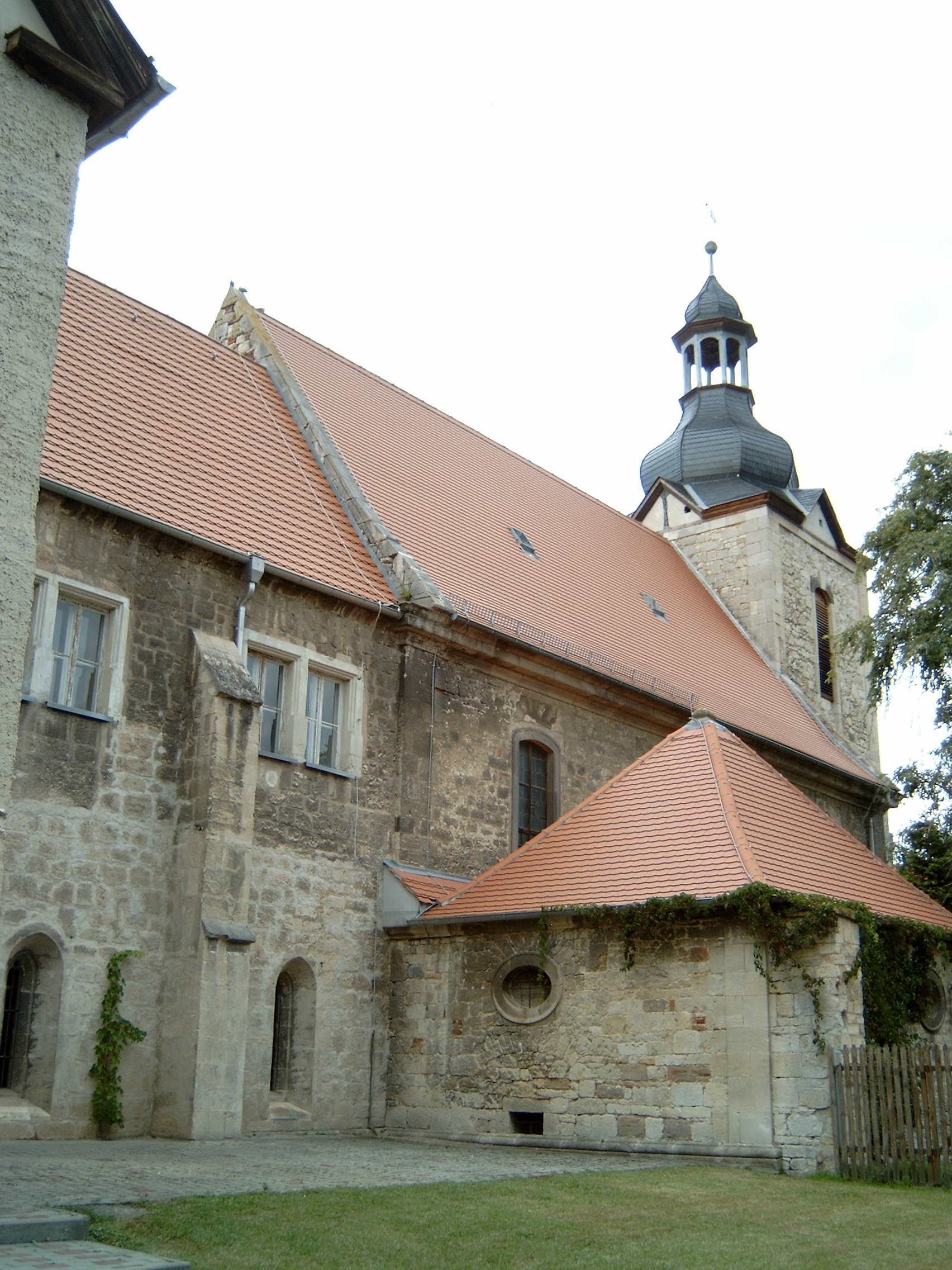

An der Poststraße · 
Bad Bibra · 
Balgstädt · 
Droyßig · 
Eckartsberga · 
Elsteraue · 
Finne · 
Finneland · 
Freyburg · 
Gleina · 
Goseck · 
Gutenborn · 
Hohenmölsen · 
Kaiserpfalz · 
Karsdorf · 
Kretzschau · 
Lanitz-Hassel-Tal · 
Laucha an der Unstrut · 
Lützen · 
Meineweh · 
Mertendorf · 
Molauer Land · 
Naumburg · 
Nebra · 
Osterfeld · 
Schnaudertal · 
Schönburg · 
Stößen · 
Teuchern · 
Weißenfels · 
Wethau · 
Wetterzeube · 
Zeitz